# Communauté de communes de l'Ouest Parisien
La Communauté de communes de l'Ouest Parisien est une ancienne communauté de communes française, située dans le département des Yvelines (78) et la région Île-de-France.
Elle a disparu par sa fusion avec ses voisines, qui a formé le 1er janvier 2016 la nouvelle communauté d'agglomération Saint-Quentin-en-Yvelines.

## Historique
Une intercommunalité tardive et difficile

La communauté de communes a été créée par un arrêté préfectoral du 24 décembre 2013 qui a pris effet le 1er janvier 2014. Elle regroupait, en exécution du schéma départemental de coopération intercommunale (SDCI) adopté le 19 décembre 2011, les communes de Plaisir, Les Clayes-sous-Bois et Villepreux, qui étaient demeurées jusqu'alors hors intercommunalité à fiscalité propre malgré les dispositions de la loi du 16 décembre 2010 sur l'intercommunalité, et dont le SDCI mentionnait : 

« Les communes de Plaisir (31 156 h) et des Clayes-sous-Bois (17 388 h) forment une continuité  urbaine  sur  laquelle  s'est  notamment  développé  un  important  pôle  commercial  et  d'activités  ;  elles constituent une polarité en termes d'équipements et d'emplois.  
Avec la commune de Villepreux (10 124 h), qui est directement liée à celles des Clayes-sous-Bois,   ces   trois   communes   constituent   un   espace   homogène,   d'une   taille   relativement importante.  
Compte  tenu  de  leur  taille,  et  de  la  cohérence  de  ce  territoire  pour  le  portage  de  projets communautaires, les trois communes constituent un EPCI spécifique »

.
La formation de la communauté a été faite contre la volonté de la commune des Clayes-sous-Bois qui a été obligée d'entrer dans la communauté au regard de la loi,, alors qu'elle aurait préféré intégrer Versailles Grand Parc ou Saint-Quentin-en-Yvelines. Malgré cette intégration forcée, la maire des Clayes-sous-Bois, Veronique Cote-Millard, refusait obstinément de participer à l'intercommunalité et laissait vide les 7 sièges de sa commune au conseil communautaire[réf. nécessaire].
Une association attendue
Le choix d'union des communes composant la communauté de communes n'était pas inattendu, en effet depuis déjà de nombreuses années, Plaisir, Les Clayes-sous-Bois et Villepreux collaboraient notamment au niveau de la propreté avec des travaux communs pour l'assainissement, une structure d'incinération des déchets commune ainsi qu'une station d'épuration, mais aussi sur le plan des loisirs avec une piscine publique pour les trois communes ou encore sur le plan social avec des structures de crèches communes et des projets entre les écoles du territoire de la communauté[réf. nécessaire].
Disparition et fusion avec la communauté d'agglomération de Saint-Quentin-en-Yvelines
Toutefois, dans le cadre de la mise en œuvre de la loi MAPAM du 27 janvier 2014, qui prévoit la généralisation de l'intercommunalité à l'ensemble des communes et la création d'intercommunalités de taille importante, le préfet de la région d'Île-de-France, après avoir sans succès souhaité la constitution d'une grande intercommunalité de 800 000 habitants, approuve le 4 mars 2015 un schéma régional de coopération intercommunale qui prévoit notamment la « fusion de la communauté d'agglomération de Saint-Quentin-en-Yvelines et de la communauté de communes de l'Ouest Parisien et extension du périmètre du nouveau groupement aux communes de Maurepas et Coignières ».
Cette fusion intervient le 1er janvier 2016 et permet la création d'une communauté d'agglomération qui conserve le nom de Saint-Quentin-en-Yvelines.

## Territoire communautaire

### Géographie
Un territoire riche
Les trois communes qui formaient la communauté de communes de l'Ouest parisien sont des communes urbanisés proposant néanmoins un cadre naturel par la proximité avec le milieu rural. En effet, dès la sortie du territoire de la communauté par l'ouest ou le nord se trouvent de nombreuses surfaces agricoles, ou boisés au sud. 
La communauté contient néanmoins l'un des centres commerciaux régionaux les plus importants[réf. nécessaire], dont les nombreuses surfaces commerciales sont réparties sur la zone frontalière entre les Clayes-sous-Bois et Plaisir. 
L'habitat se compose principalement de zones pavillonnaires plus ou moins récentes et de quartiers d'immeubles, signes d'une urbanisation récente. De nombreuses entreprises sont installées sur le territoire de la communauté de communes, du fait des nombreuses zones d'Activités et zones Industrielles des trois communes.
Transports et déplacements
Le territoire de la communauté disposait de trois gares :
- La Gare de Plaisir - Grignon
- La Gare de Plaisir - Les Clayes
- La Gare de Villepreux - Les Clayes

toutes trois situées sur la ligne de Transilien N reliant la Gare de Paris-Montparnasse avec celle de Dreux et celle de Mantes la Jolie via celle de Versailles Chantiers.
Le territoire de la communauté de communes de l'Ouest Parisien était finement maillé par les lignes d'autobus du réseau Plaine de Versailles exploitées par les transporteurs Cars Hourtoule et STAVO.

### Composition
En 2015, la communauté de communes de l'Ouest Parisien était composée des 3 communes suivantes :
| Nom                  | Code Insee | Gentilé        | Superficie (km2) | Population (dernière pop. légale) | Densité (hab./km2) |
| -------------------- | ---------- | -------------- | ---------------- | --------------------------------- | ------------------ |
| Plaisir (siège)      | 78490      | Plaisirois     | 18,68            | 31 857 (2015)                     | 1 705              |
| Les Clayes-sous-Bois | 78165      | Clétiens       | 6,11             | 17 645 (2015)                     | 2 888              |
| Villepreux           | 78674      | Villepreusiens | 10,40            | 10 000 (2015)                     | 962                |

### Démographie
| 2010   | 2012   |
| ------ | ------ |
| 58 623 | 58 704 |

## Organisation

### Siège
Le siège de l'intercommunalité était en mairie de Plaisir.

### Élus
L'intercommunalité était administrée par son conseil communautaire, composé après les élections municipales de 2014 de 29  conseillers municipaux représentant  chacune des communes membres et répartis en fonction de leur population, soit : 

- 14 délégués pour Plaisir ; 

- 9 élus pour Les Clayes-sous-Bois ;

- 6 élus pour Villepreux.
À la suite des élections municipales de 2014, le conseil communautaire du 9 avril a réélu sa présidente, Joséphine Kollmannsberger, maire de Plaisir, ainsi que ses trois vice-présidents, qui étaient : 
1. Stéphane Mirambeau, maire de Villepreux ;
2. Véronique Coté-Millard, maire des Clayes ;
3. Sévrinne Fillioud, maire-adjointe de Plaisir.

### Liste des présidents
| Période                                  | Période       | Identité                  | Étiquette | Qualité |
| ---------------------------------------- | ------------- | ------------------------- | --------- | --- |
| Les données manquantes sont à compléter. |               |                           |           | |
| janvier 2014                             | décembre 2015 | Joséphine Kollmannsberger | UMP → LR  | Comédienne et metteur en scène Maire de Plaisir (2012 → ) Conseillère départementale de Plaisir (2015 → ) Vice-présidente du conseil départemental des Yvelines (2015 → ) Vice-présidente de la CA Saint-Quentin-en-Yvelines (2016 → ) |

### Compétences
L'intercommunalité exerçait les compétences qui lui avaient été transférées par les communes membres, dans les conditions déterminées par le code général des collectivités territoriales.
Ces compétences étaient limitées, et ne concernaient essentiellement que l’assainissement d’intérêt communautaire, le traitement des déchets et la gestion d’une piscine intercommunale.

### Régime fiscal et budget
La communauté de communes était un établissement public de coopération intercommunale à fiscalité propre.
Afin de financer l'exercice de ses compétences, la communauté de communes percevait une fiscalité additionnelle aux impôts locaux des communes, sans fiscalité professionnelle de zone (FPZ ) et sans fiscalité professionnelle sur les éoliennes (FPE).